# Штрекер, Карл (инженер)
Гео́рг Кри́стиан Бе́рнхард Карл Штре́кер (нем. Georg Christian Bernhard Carl Strecker; 26 марта 1858, Майнц, Великое герцогство Гессен — 24 августа 1934, Гейдельберг, Германия) — немецкий физик и инженер-электротехник.

## Биография
Родился в Майнце 26 марта 1858 года. Окончил гимназию в Майнце, с 1877 года изучал естественные науки и философию в Тюбингене, Гейдельберге и Страсбурге, где в 1881 году получил докторскую степень под руководством Августа Кундта. После работы ассистентом у Августа Кундта в Страсбурге и Фридриха Кольрауша (1840—1910) в Вюрцбурге, создал физическую лабораторию в «Обществе прикладного электричества имени Эдисона» в Берлине (с 1887 года AEG), которое было основано в предыдущем году и занималось вопросами электрического освещения. В 1886 году Штрекер получил образование по электромеханике в высшей технической школе в Шарлоттенбурге, где с 1892 года читал лекции по электротелеграфии. С 1899 года — титулярный профессор, в 1919-34 годах — почётный профессор.
С 1887 года — сотрудник Имперского физико-технического института (нем. Physikalisch-Technischen Reichsanstalt, членом попечительского совета которого был с 1897 по 1934 год. В 1888 году перешёл на работу в Имперское почтовое ведомство, где основал Телеграфное бюро (нем. Telegrapheningenieur-Bureau), которым руководил вместе с Карлом Гравинкелем (1845-94). Бюро, которое в 1899 году было переименовано в Телеграфное испытательное управление (нем. Telegraphen-Versuchsamt), отвечало за тестирование существующего оборудования и новых изобретений в области телеграфа и телефонии, а также за подготовку старших технических государственных служащих. С 1920 года до 1923 года был президентом Имперского телеграфно-технического управления (нем. Telegraphentechnische Reichsamt) со штатом 1200 сотрудников. После выхода на пенсию жил в Гейдельберге и преподавал там в качестве почётного профессора.

## Научная и организаторская деятельность
В 1906 году был основан Комитет по единицам и величинам (нем. Ausschusses für Einheiten und Formelgrößen), в котором Штрекер выступал качестве председателя, а с 1930 года — почётного председателя. В этой должности он сыграл решающую роль в уточнении и определении электротехнических терминов на национальном и международном уровне (в немецком комитете Международной электротехнической комиссии). Будучи членом Ассоциации немецких инженеров-электриков, VDE), способствовал созданию комитетов по сооружению молниеотводов и изучению несчастных случаев, связанных с электричеством. Также принял решающее участие в создании в 1918 году Имперского союза немецких техников (нем. Reichsbund Deutscher Technik), который он возглавлял в 1922—26 годах. 

## Сочинения
Автор (совместно с Гравинкелем) ставших классическими трудов «Пособие по электротехнике» (нем. Hilfsbuch der Elektrotechnik, первое издание 1888) и его «Телеграфная техника» (нем. Telegraphentechnik, первое издание 1889).